# 애덤 비치
애덤 비치(Adam Beach, 1972년 11월 11일~)는 캐나다의 배우이다.

## 출연 작품
- 윈드토커
- 메이즈 헌터: 살인곰의 습격